# Howard Hughes
Pour les articles homonymes, voir Howard Hughes (homonymie) et Hughes.
Howard Robard Hughes, né le 24 décembre 1905 à Houston (Texas, États-Unis) où il est mort le 5 avril 1976, est un aviateur, constructeur aéronautique, homme d'affaires, producteur et réalisateur cinématographique américain. 
Il est l'un des hommes les plus riches et les plus puissants des États-Unis d'Amérique. Il devient célèbre à partir de la fin des années 1920 comme producteur de films à gros budget et souvent controversés comme Les Anges de l'enfer (1930), Scarface (1932), ainsi que Le Banni (1943). 
Aviateur, il établit plusieurs records mondiaux de vitesse et construit les avions Hughes H-1 Racer et H-4 Hercules, ce dernier étant l'un des plus grands avions du monde. Il achète et développe la Trans World Airlines. Hughes reste aussi connu comme « playboy » et homme à femmes mais aussi pour son comportement excentrique, ainsi que pour avoir vécu reclus les dernières années de sa vie, principalement à cause de troubles mentaux.

## Biographie

### Jeunesse

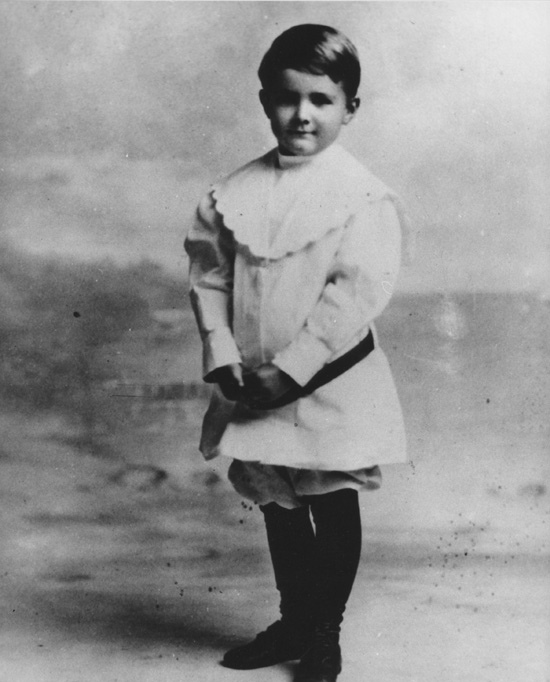
Howard Hughes en avril 1912.

Howard Robard Hughes Jr. est né « officiellement » un 24 décembre (son choix de faire de la veille de Noël son anniversaire participerait à la légende).
Il est l'enfant unique de Allene Stone Gano, une mère phobique, atteinte de mysophobie et d'hypocondrie (il gardera des séquelles des phobies de sa mère, comme sa répulsion envers les microbes), très possessive qui surveille étroitement son éducation et sa scolarité (au sujet de leurs rapports, le psychiatre Raymond Fowler parle d'inceste émotionnel) et d’Howard Robard Hughes Sr., inventeur et entrepreneur américain qui a créé une prospère entreprise de fabrication d’outils de forage pétrolier.
En effet Hughes Sr. a breveté le trépan à deux cônes en 1909, qui permettait le forage rotatif pour le pétrole dans des endroits auparavant inaccessibles puis a pris la décision judicieuse et lucrative de commercialiser l'invention en louant les pièces au lieu de les vendre, en obtenant plusieurs premiers brevets après avoir fondé avec Walter Benona Sharp (en) la Sharp-Hughes Tool Company.
Par ailleurs, son oncle, frère cadet de son père, est le scénariste et réalisateur Rupert Hughes.
Enfant doué, à onze ans il construit une bicyclette à moteur, un système d’interphones et un appareil de radio grâce auquel il communiquait avec les bateaux de passage. Étudiant aimant les mathématiques, l'aviation et la mécanique, il prend sa première leçon de pilotage à 14 ans et fréquente la Fessenden School (en) dans le Massachusetts en 1921.
En 1922, alors qu’il n’a que 17 ans sa mère meurt des complications d’une grossesse extra-utérine, puis, il perd son père deux ans plus tard en 1924. Il devient mineur émancipé à 19 ans et a pleine jouissance de la fortune familiale. Il hérite après avoir racheté les parts des autres ayants droit de l’entreprise de machines-outils paternelle qui devient connue sous le nom de Toolco. Il ne s'en occupa guère, préférant la déléguer au Directeur général Noah Dietricht (en), son bras droit.
Après un bref passage au pensionnat The Thacher School (en) en Californie, il suit des cours de mathématiques et de génie en aéronautique au California Institute of Technology puis à l’université Rice à Houston qu’il abandonne peu de temps après la mort de son père. Le 1er juin 1925, il se marie avec Ella Botts Rice (1904-1932), avec laquelle il part s’installer dans le quartier de Hollywood à Los Angeles. Sa femme retourna à Houston dès 1929 et obtint ultérieurement le divorce.
Hughes aurait déclaré : « J'ai l'intention d'être le plus grand golfeur du monde, le meilleur producteur de cinéma d'Hollywood, le plus grand aviateur du monde et l’homme le plus riche du monde… » ("I intend to be the greatest golfer in the world, the finest film producer in Hollywood, the greatest pilot in the world, and the richest man in the world.").

### Production de film
En 1926, Ralph Graves a persuadé Hughes de financer un court métrage, Swell Hogan, que Graves avait écrit et dans lequel il jouerait. Cependant, ce fut un désastre. Après avoir engagé un monteur pour tenter de le récupérer, Hughes a finalement ordonné sa destruction. Ses deux films suivants, "Everybody's Acting (en)" (1926) et "Two Arabian Knights" (1927), obtinrent un succès financier ; ce dernier remportant le premier Oscar du meilleur réalisateur d'un film comique en 1929. The Racket (1928) et The Front Page (1931) ont également été nommés pour l'Oscar du meilleur film en 1929 et 1931.
Très vite, il s'illustra dans la production de films avec quelques grands succès comme Les Anges de l'enfer (Hell's Angels) (1930) nommé à l'Oscar de la meilleure photographie, Scarface (1932), The Outlaw (1943).
Il devient également célèbre pour ses nombreuses conquêtes féminines parmi lesquelles Cyd Charisse, Joan Crawford, Bette Davis, Billie Dove, Olivia de Havilland, Joan Fontaine, Ava Gardner, Jean Harlow, Rita Hayworth, Katharine Hepburn, Janet Leigh, Terry Moore, Jean Peters (épouse de 1957 à 1971), Jane Russell, Faith Domergue et Lana Turner.
Il fut très mal accepté par les grands patrons de studio qui venaient de prendre le contrôle du cinéma au cours des années précédentes. Autant ils pouvaient tolérer les folies personnelles et économiques des Anges de l'enfer, autant il leur était inacceptable que Hughes débauche Howard Hawks de First National Pictures, qui venait d'être rachetée par la Warner. Les grands patrons firent bloc dans le procès entre Hawks et First National qui se solda finalement par un accord à l'amiable avec la promesse du retour de Hawks après le tournage de Scarface. Il acheta RKO en 1948[réf. nécessaire].

### Activités dans l'aviation

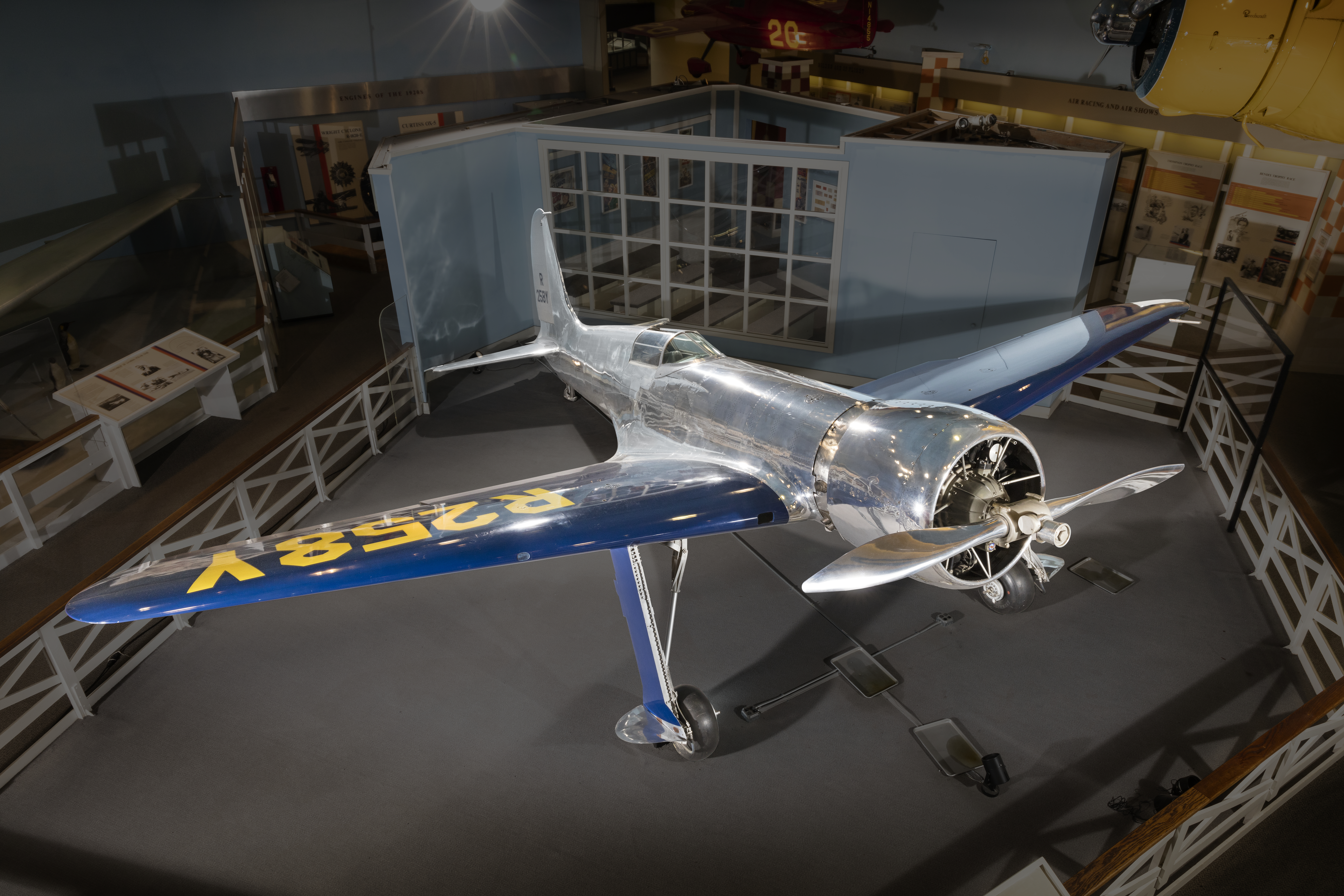
Le Hughes H-1 « Racer » de 1935

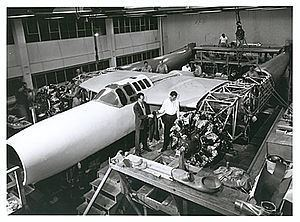
Hughes D-2 en construction en 1942

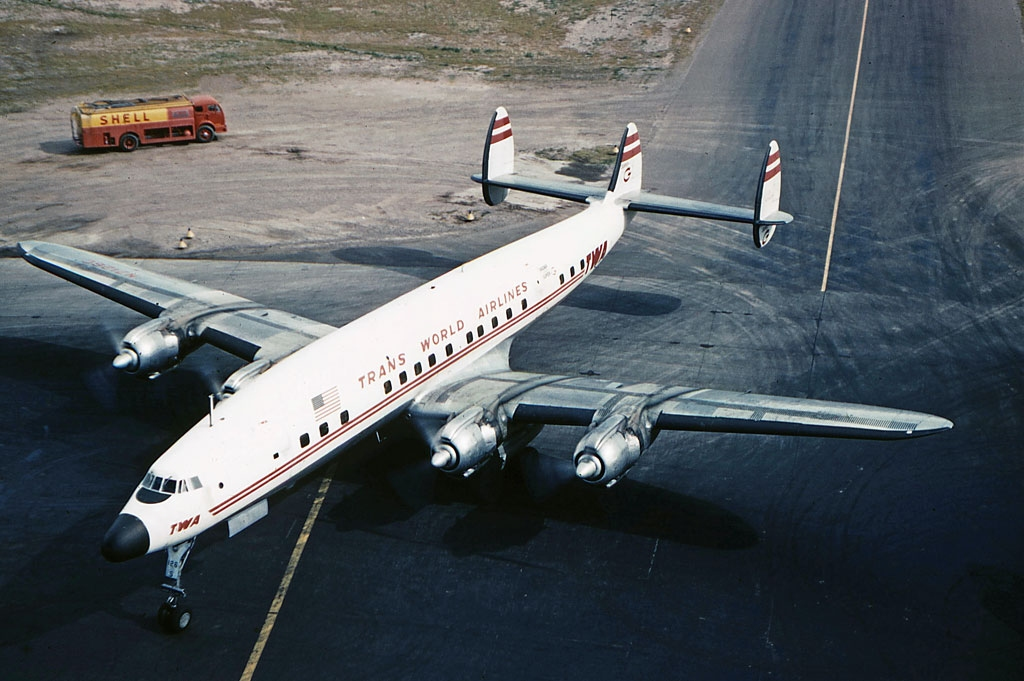
Lockheed L-1049G Super Constellation aux couleurs de Trans World Airlines (TWA)

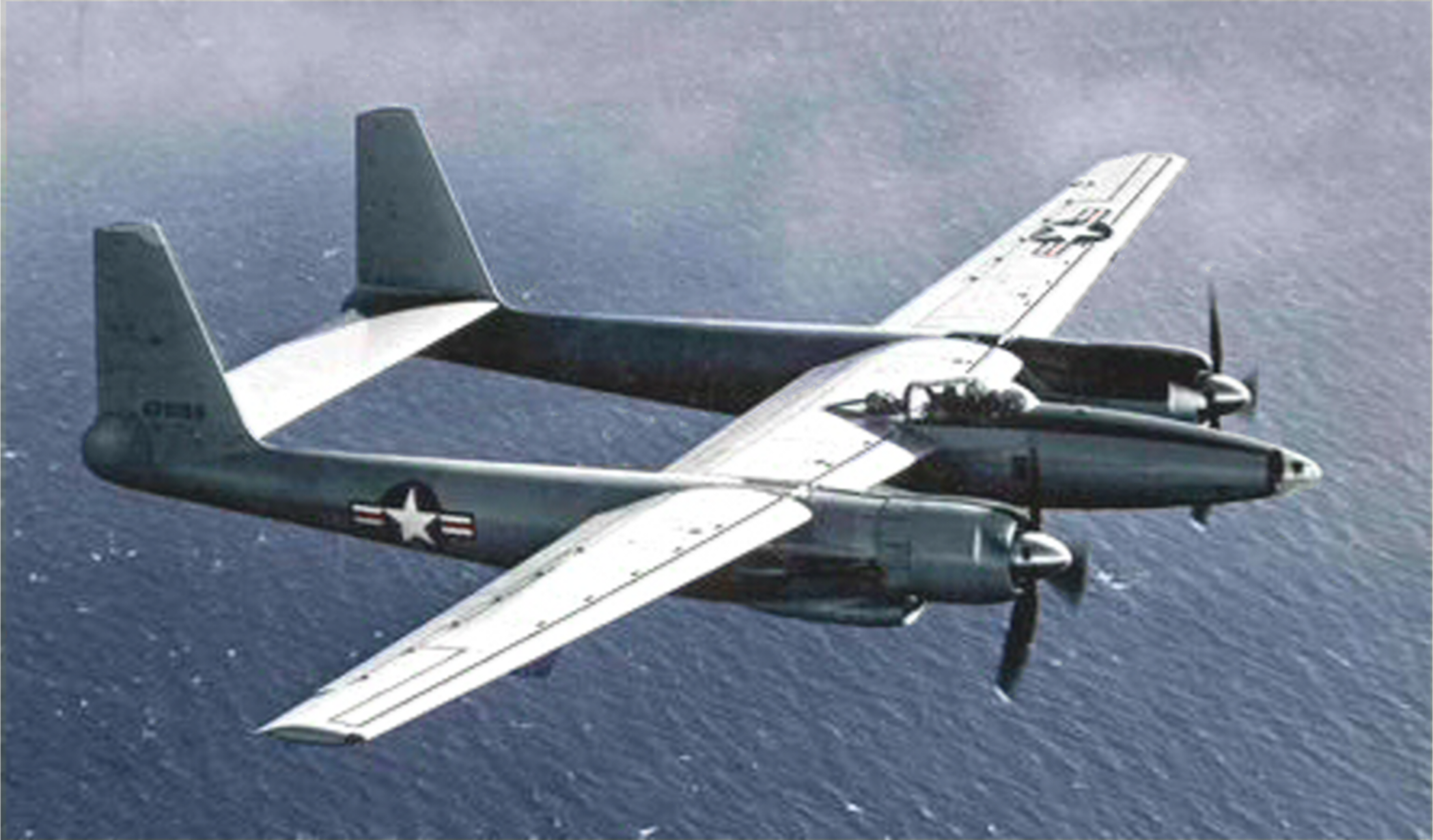
Hughes XF-11 de 1946

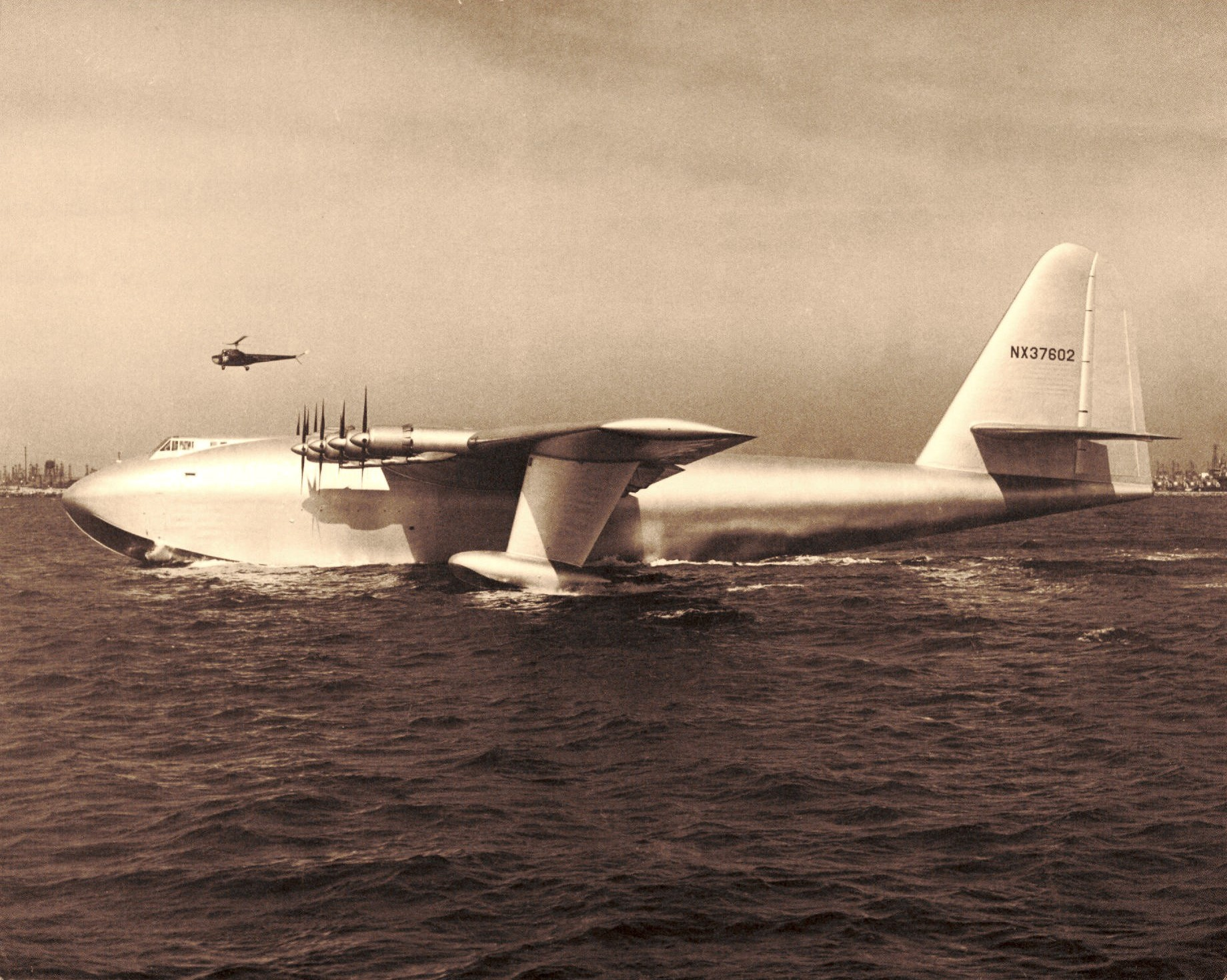
Le Hughes H-4 Hercules dit « Spruce Goose » de 1947; projet aéronautique d'hydravion transatlantique de Hughes, superlatif en termes de caractéristiques comme en échec.

Passionné d'aviation, Howard Hughes prend ses premiers cours de pilotage à l'âge de quatorze ans. Au début des années 1930, il fonde Hughes Aircraft Company en tant que filiale de Toolco. Son premier projet est le H-1 racer qu'il pilote et avec lequel il bat plusieurs records de vitesse vers 1935. Le H1 est un appareil dont les lignes épurées et le train d'atterrissage rétractable favorisent la stabilité et la vitesse.
Hughes bat aussi des records d'endurance. Le 14 juillet 1938, il achève, avec Thomas Thurlow, Harry Connor, Edward Lund et Richard Steddart, un tour du monde à bord de son Lockheed L-14 Super Electra « New York World’s Fair of 1939 » à deux moteurs Cyclone de 1 100 chevaux chacun, dans un temps record de trois jours, 19 heures et 14 minutes. Lors de ce tour du monde, il traverse sans prévenir l'Allemagne nazie malgré l'interdiction d'Adolf Hitler.
Le développement d'un nouveau prototype Hughes D-2 visant de nouveaux records a commencé vers 1937. En décembre 1939, après le début de la seconde guerre mondiale en Europe, Hughes proposa que le United States Army Air Corps (USAAC) l'achète comme un « avion de chasse ». Il s'agissait d'un avion bipoutre de deux ou trois places, propulsé par deux moteurs Pratt & Whitney R-2800-49 et construit principalement en Duramold, un type de contreplaqué moulé . Les premiers vols d'essai ont révélé de sérieux problèmes de commandes de vol, le D-2 est donc retourné au hangar pour d'importants changements apportés à ses ailes, et Hughes proposa de le renommer D-5 . Cependant, en novembre 1944, le D-2, encore incomplet, fut détruit dans un l'incendie du hangar qui aurait été causé par un coup de foudre.
En 1939, Hughes devient le principal actionnaire de TWA (alors Transcontinental & Western Air, Inc.) une des « Big Four » (les quatre principales compagnies aériennes américaines), investissant 7 millions de dollars de l'époque. Il a un rôle important dans l'étude et le financement des Boeing Stratoliner et Lockheed L-1049 Constellation et achètera les quarante premiers exemplaires de ce dernier pour la TWA. Pour son vol d'essai en 1944, Hughes fait peindre le Constellation aux couleurs rouges de TWA et vole, non-stop, à travers les États-Unis en moins de sept heures, battant le record qu'il détenait lui-même depuis 1937. Bien que les vols réguliers ne fussent pas directs, le Constellation marque une étape cruciale dans le service aérien qui permettait d'aller d'un océan à l'autre, réduisant la traversée des États-Unis d'environ huit heures. Il inaugure une ligne directe Los Angeles-New York, avec à son bord Paulette Goddard, Edward G. Robinson, Lana Turner, Veronica Lake, Jane Russell, Bugsy Siegel et Cary Grant, c'est également le premier avion à servir des plats chauds aux passagers.
Testant lui-même les prototypes de la Hughes Aircraft Company, Howard Hughes se blessera grièvement le 7 juillet 1946 lors d'un tragique accident au cours du vol inaugural du Hughes XF-11, prototype d'avion de reconnaissance américain développé dans les années 1940. Il souffrira, jusqu'à sa mort, de quatorze blessures graves à la tête, traumatisant gravement son squelette et son système nerveux.
Terminé en 1947, le gigantesque hydravion octomoteur Hughes H-4 Hercules ne vole qu'une seule fois, le 2 novembre de la même année, à Long Beach en Californie. Il grimpe à 70 pieds (21 mètres) et reste en l'air environ une minute, en parcourant un mille (1 600 mètres) à la vitesse maximale de 80 mph (129 km/h). Un comité spécial formé par le Sénat des États-Unis ouvre une enquête sur l'usage des fonds publics alloués à Hughes Aircraft sur le projet du H-4 Hercules. La guerre est terminée, le besoin d'un tel avion de transport de troupes s'est évanoui et le projet est abandonné. Le gouvernement américain a dépensé 22 millions de dollars sur le projet et Hughes 18 millions de ses propres fonds, une véritable fortune pour l'époque.
Howard Hughes créera en 1955 un groupe d'entreprises, la Hughes Tool Company's Aircraft Division (fusion de la division hélicoptère de la société Hughes Aircraft Company, et de la Hughes Tool Company), qui construira des avions militaires, des hélicoptères de combat, des missiles et des satellites, mais aussi des systèmes radar et des équipements militaires et de télécommunication. Cette société a développé l'hélicoptère de combat Apache et sera finalement rachetée par McDonnell Douglas en 1984.

### Après guerre

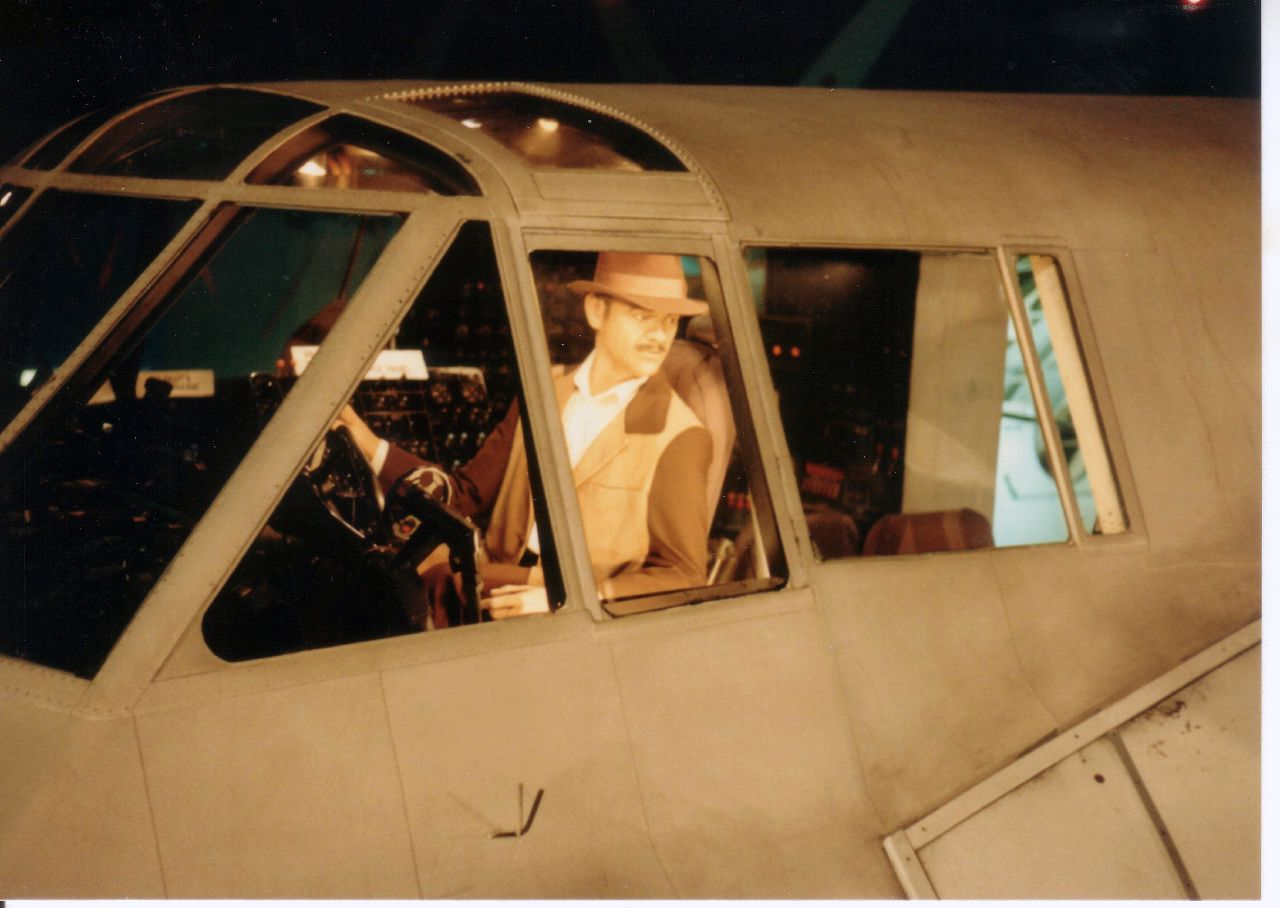
Reconstitution de Howard Hughes pilotant le Spruce Goose.

Après la Seconde Guerre mondiale, il se lança dans l’espionnage et les affaires avec la CIA à laquelle il vendit pour sept milliards de dollars de missiles et de matériel électronique. Harry S. Truman dit de lui : « Howard est la cheville ouvrière humaine de la défense aérienne de l'Amérique ».
C'est également à cette période que son mental et son physique commencèrent à s'altérer et il passa par de grandes périodes dépressives, voire de prostration. Une vague histoire de relations sentimentales — peut-être au sujet d'Ava Gardner — conduisit un jour le chanteur Frank Sinatra à émettre publiquement et à plusieurs reprises des menaces de mort contre Howard Hughes. Hughes ne porta pas plainte, mais qu'il s'agisse ou non d'une coïncidence, c'est vers cette époque qu'il commença à vivre de façon inhabituelle.
Se méfiant de plus en plus des microbes et de la Mafia, il commença à se cloîtrer — du moins officiellement — dans son bunker de Beverly Hills. Ses entreprises connurent alors un déclin. Vers 1966, il se reprit et diversifia son empire en rachetant des stations de télévision et une série de casinos à Las Vegas, et surtout en se construisant un empire immobilier à partir de Las Vegas.[réf. nécessaire]
Le 17 décembre 1953, il décida de prendre les profits qu'engendrait sa compagnie d'aviation et signa des documents pour créer l'Institut médical Howard Hughes. Cet institut serait le premier qui rassemblerait des scientifiques de divers horizons sous le même toit pour étudier la genèse du corps humain et ainsi découvrir ce qu'il est, comment il fonctionne et comment on peut le traiter. Les recherches ne se limiteraient pas seulement au corps humain et à la médecine mais porteraient également sur les plantes, les animaux et tout ce qui vit. Il voulait motiver les scientifiques mais aussi, aller au-delà de ce qui était connu. Après le décès d'Howard Hughes, l'institut a pu vendre la compagnie d'aviation. L'argent investi de cette vente lui profite encore aujourd'hui.
Il commença par établir ses quartiers d'hôtel en hôtel et, après quelque temps, racheta le Desert Inn (en) de Las Vegas lorsque les propriétaires voulurent l'expulser et s'y établit pour y vivre. Cependant, ses obsessions regagnèrent du terrain et, de 1968 à sa mort, il resta de nouveau cloîtré dans une chambre à Las Vegas[pas clair][réf. nécessaire], sous la garde vigilante d'infirmiers mormons, vivant comme un reclus. Il était entouré de mormons, qu'il estimait de toute confiance, et dirigea la totalité de ses affaires par télex et par téléphone, phénomène sans précédent dans l'histoire.
Sa misanthropie ne l'empêcha pas de continuer à entretenir des contacts avec la CIA. Au début des années 1970, il participa au projet Jennifer consistant à récupérer le sous-marin soviétique K-129, ayant sombré dans l'océan Pacifique en 1968. Sous couvert de prospection minière, il affréta un bateau, le Glomar Explorer officiellement destiné à prospecter les nodules polymétalliques. En réalité, le bâtiment devait hisser le sous-marin échoué à 5 000 mètres de profondeur. L'opération ne rencontra qu'un succès partiel..

### Influence politique
Le pouvoir politique du milliardaire était tel qu'on le disait l'homme le plus puissant du monde, dictant ses volontés à des hommes comme John F. Kennedy, Lyndon Johnson ou Richard Nixon.
C'est d'ailleurs à cause d'Howard Hughes qu'aurait eu lieu le Watergate. Lors de la course à la présidence de 1968, Hughes voulut, comme à son habitude, se rapprocher des candidats. Il fit un don de 50 000 dollars au candidat républicain Richard Nixon ainsi qu'au démocrate Hubert Humphrey. Humphrey déclara cette somme au fisc, ce que ne fit pas Nixon pour le verser à une caisse noire. Cinq ans plus tard, Nixon déjà président et candidat pour un nouveau mandat, craignant que les démocrates ne révèlent ce don non déclaré, aurait organisé le cambriolage du bâtiment démocrate (Water Gate) pour savoir si les démocrates avaient des dossiers à ce sujet ; l'affaire fut révélée et le poussa à démissionner.

### L'affaire desMémoires
En 1970, le journaliste et écrivain Clifford Irving affirma à la maison d'éditions McGraw-Hill qu'Howard Hughes entendait publier ses mémoires à condition que l'affaire se règle dans le plus grand secret, et qu'il avait désigné Irving comme son intermédiaire. L'affaire fut prise au sérieux par McGraw-Hill et l'exclusivité fut négociée à 750 000 dollars payables en trois chèques de 250 000 dollars au nom de « H. R. Hughes ». L'éditeur ne se formalisa pas de cette exigence d'un homme déjà considéré comme très excentrique et fournit les trois chèques, qui furent encaissés sur un compte en Suisse ouvert au nom de Helga Rosenkrantz Hughes par la femme d'Irving.[réf. nécessaire]
Contre toute attente,  Hughes sortit alors de son silence et, lors d'une téléconférence, dénonça une machination et désavoua Irving. Les deux membres du couple ainsi que Dick Süskind — l'homme qui avait aidé Irving afin qu'il puisse écrire son manuscrit — furent jugés. La femme d'Irving ne fut pas condamnée. Süskind fut condamné à six mois de prison tandis qu'Irving fut condamné à une peine de deux ans de prison et à la restitution des sommes versées.[réf. nécessaire]
Le film le Faussaire avec Richard Gere sorti en 2007 est basé sur cette histoire. Il joue également sur une image de rouerie de Hughes, qui aurait pu menacer ainsi indirectement Nixon par des indices fournis aux auteurs, puis le tirer de ce mauvais pas en désavouant ses propres propos ensuite moyennant contrepartie ; cependant le film ne présente cette hypothèse que comme imaginée par Irving.

### Fin de vie
Hughes passa les huit dernières années de sa vie alité toute la journée en regardant des films, vivant nu, drogué à la morphine puis à la codéine (on lui avait prescrit cette dernière pour soigner des douleurs ostéoarticulaires liées à un grave accident dans un avion qu'il pilotait). Il ne se coupait jamais la barbe, ni les cheveux, ni les ongles.
À la fin de sa vie, sa fortune atteignait les 2,7 milliards de dollars. Il agonisa dans un palace d'Acapulco (Mexique) et fut finalement rapatrié à Houston, où il mourut.
Lors de son décès, Hughes ne pesait plus que quarante kilogrammes, souffrant d’insuffisance rénale et de malnutrition. On ne put l'identifier que par ses empreintes digitales, complétées de témoignages sur l'honneur de son personnel.
Cet état le rapproche du tableau constitué par le syndrome de Diogène.

## Filmographie

### Producteur et réalisateur

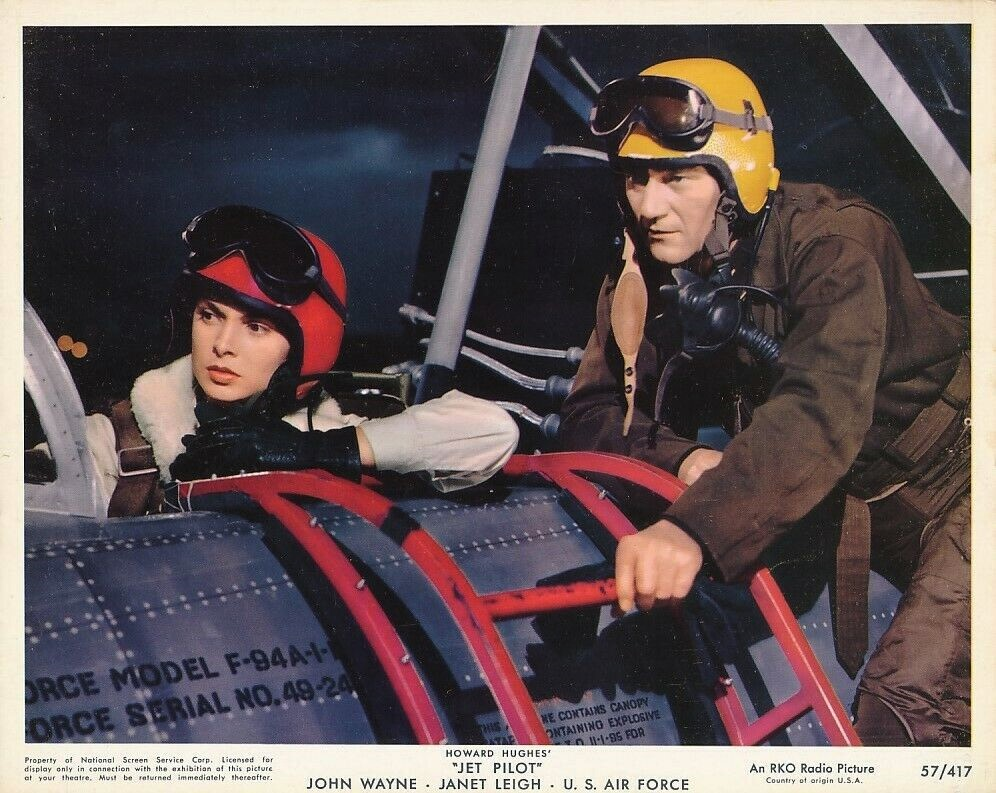
Janet Leigh et John Wayne dans Les espions s'amusent, 1957

- Swell Hogan (1926), de Ralph Graves
- Two Arabian Knights (1927), de Lewis Milestone
- The Racket (1928), de Lewis Milestone
- L'Infidèle (The Mating Call) (1928), de James Cruze
- Les Anges de l'enfer (Hell's Angels) (1930)  de Howard Hugues
- The Front Page (1931), de Lewis Milestone
- Cock of the Air (en) (1932), de Tom Buckingham
- Sky Devils (1932) d'A. Edward Sutherland et Busby Berkeley
- Scarface (1932), de Howard Hawks
- Le Banni (The Outlaw) (1943) de Howard Hughes
- Oh quel mercredi ! (The Sin of Harold Diddlebock ou Mad Wednesday), de Preston Sturges (1947)
- Vengeance corse (Vendetta) (1950) de Mel Ferrer
- The Whip Hand (en) (1951) de William Cameron Menzies
- Les Coulisses de Broadway (Two Tickets to Broadway) (1951) de James V. Kern
- Scandale à Las Vegas (The Las Vegas Story) (1952) de Robert Stevenson
- La Captive aux yeux clairs (The Big Sky) (1952), de Howard Hawks
- Passion sous les tropiques (Second Chance) (1953), de Rudolph Maté
- Louisiana Territory (en) (1953), de Harry W. Smith
- French Line (1954) de Lloyd Bacon
- Le Fils de Sinbad (Son of Sinbad) (1955) de Ted Tetzlaff
- La Vénus des mers chaudes (Underwater) (1955) de John Sturges
- Le Conquérant (The Conqueror) (1956) de Dick Powell
- Les espions s'amusent (Jet Pilot) (1957), de Josef von Sternberg
- Hatari ! (1962) de Howard Hawks

## Dans les arts et la culture

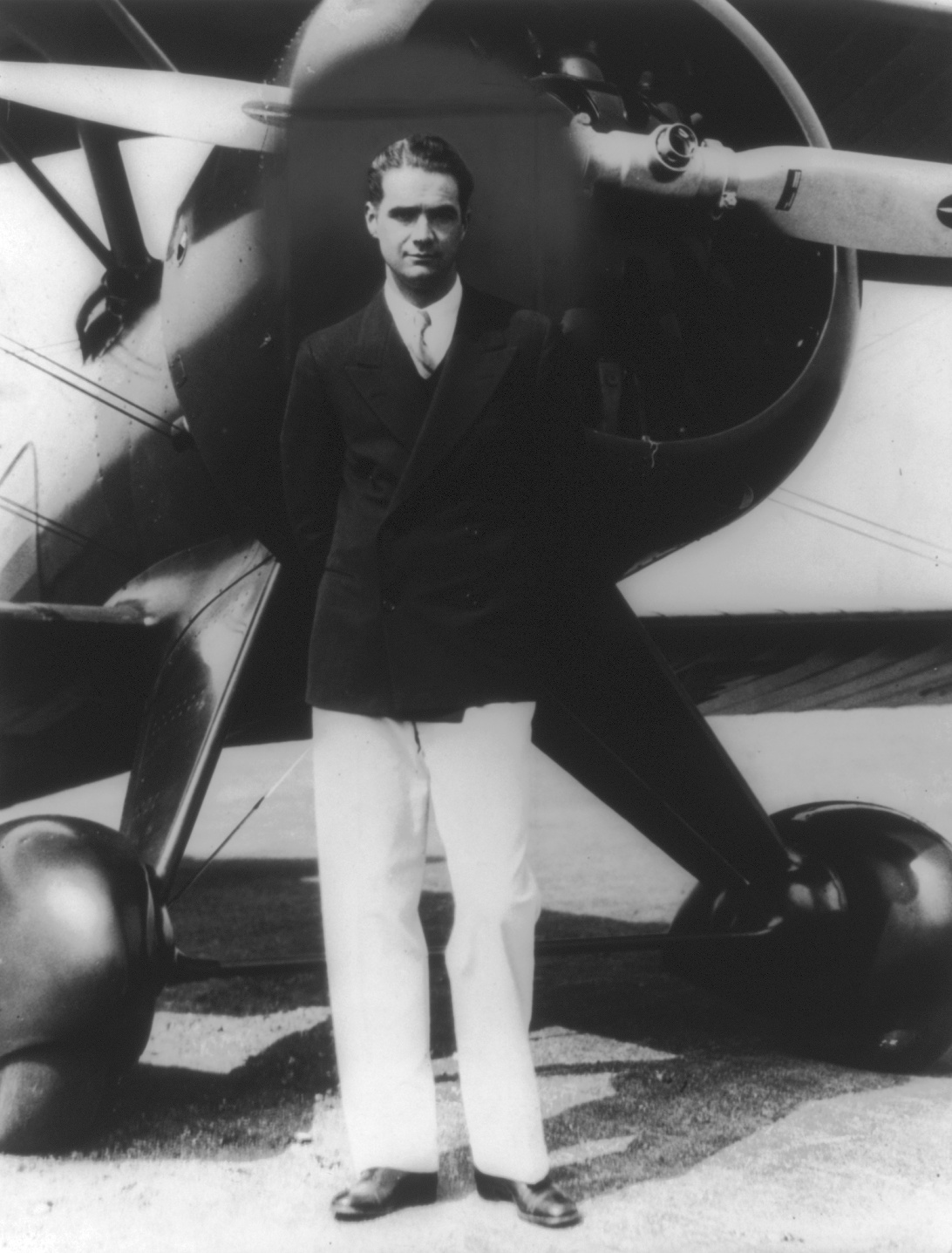
Howard Hughes devant un Boeing 100A à Inglewood, en Californie (années 1940).

### Filmographie

#### Cinéma
- 1964 : Les Ambitieux d'Edward Dmytryk.
- 1971 : Les diamants sont éternels, le septième James Bond au cinéma, dans lequel le milliardaire Willard Whyte n'a pas été vu depuis plusieurs années et ne communique que par télex ou téléphone. Le « H.H. » a été remplacé par « W.W. » et le prénom finit par « ard ». Jimmy Dean (VF : Francis Lax) : Willard Whyte.
- 1974 : Le personnage de Swan, le producteur de musique ayant tous pouvoirs sur l'univers dans lequel il vit, dans Brian De Palma Phantom of the Paradise est, selon le réalisateur, inspiré d'Howard Hughes[18].
- 1975 : Vérités et Mensonges d'Orson Welles.
- 1977 : 
  - Hughes and Harlow: Angels in Hell de Larry Buchanan.
  - The Amazing Howard Hughes de William A. Graham avec Tommy Lee Jones.
- 1980 : Melvin and Howard de Jonathan Demme.
- 1988 :Tucker: The Man and His Dream de Francis Ford Coppola avec Dean Stockwell dans le rôle d'Howard Hughes qui contacte puis rencontre Preston Tucker dans le hangar où est conservé le H-4 Hercules. On aperçoit l'avion au second plan.
- 1991 : Les Aventures de Rocketeer de Joe Johnston avec Terry O'Quinn.
- 2004 : Aviator de Martin Scorsese avec Leonardo DiCaprio.
- 2006 : Faussaire de Lasse Hallström, relate l'histoire de Clifford Irving auteur d'une biographie fantaisiste de Hughes, interprété par Richard Gere.
- 2012 :The Dark Knight Rises (2012) de Christopher Nolan, le personnage de Bruce Wayne rappelle dans les premières minutes Howard Hughes. Vivant reclus dans son manoir depuis huit années, il est décrit par un des personnages comme un « milliardaire excentrique », tandis qu'un autre avance qu'il se laisse pousser les ongles sans jamais les couper et conserve son urine dans des bouteilles.
- 2016 : L'Exception à la règle de Warren Beatty avec Warren Beatty.

#### Télévision
- Howard Hughes se retrouve aussi symboliquement dans le personnage de Victor Newman, pilier central de la célèbre série américaine Les Feux de l'amour. Par ailleurs, en 1986, lorsque William J. Bell, le créateur des Feux de l'amour, et alors producteur exécutif et scénariste en chef de cette série, décide de s'installer à Hollywood, c'est dans la précédente maison de Howard Hughes qu'il emménage.
- Une référence à Howard Hughes est également à voir dans le 10e épisode de la 5e saison de la série animée Les Simpson (L'Enfer du jeu). M. Burns ouvre un casino à Springfield et y vit reclus dans une chambre, se laissant pousser la barbe et les ongles et réagissant de façon paranoïaque à de supposées attaques de microbes. Dans l'épisode où tout Springfield doit s'approvisionner en médicaments au Canada (Papy fait de la contrebande), M. Burns prête son avion gigantesque, le Plywood Pelican (une référence directe au Spruce Goose), pour aller chercher des médicaments et ainsi sauver Smither. En général Charles Montgomery Burns est une parodie d'Howard Hughes car il en reprend certains travers.
- Howard Hughes apparait en tant que personnage central dans l'épisode Nom de code : Dreamland de la série Dark Skies : L'Impossible Vérité.
- Dans l'épisode 37 du dessin-animé français Clémentine, apparaît avec beaucoup d'humour Howard Hughes et le décorum hollywoodien.
- Dans l'épisode 8 de la saison 4 de Loïs et Clark, Loïs Lane obtient une interview exclusive d'un milliardaire reclus depuis des années qui présente des similitudes avec Howard Hughes, notamment la paranoïa.
- Dans l'épisode 1 de la saison 5 de Leverage, l'intrigue tourne autour du propriétaire d'une compagnie aérienne Scott Roemer, interprété par Cary Elwes. Le personnage est obnubilé par Howard Hughes, dont il singe le style vestimentaire et rêve d'acheter le Spruce Goose.
- Il est joué par Jason Mantzoukas dans la série Agent Elvis.

### Littérature

#### Bandes dessinées
- Les Aventures de Paulette de Pichard et Wolinski, Howard Hughes est représenté sous le nom de « Oardiug ».
- Dans la série Pin up (scénario de Yann et dessin de Philippe Berthet, publié chez Dargaud), Howard Hughes est présent dans plusieurs aventures dont Blackbird (1998), Colonel Abel (1999) et Gladys (2000).
- Dans la série Arcane majeur (scénario de Jean-Pierre Pécau et dessin de Damien, publié chez Delcourt), Howard Hughes est un personnage central du premier cycle.
- Il est aussi un des personnages principaux à partir du tome 18 de la série L'Histoire secrète, située dans le même univers qu’Arcane majeur. L'Histoire secrète explique sous un jour nouveau (et surnaturel) les changements intervenus dans la vie d'Howard Hughes à partir de 1950.
- C'est aussi Howard Hughes qui a inspiré le personnage Iron Man, un homme riche et puissant, atteint d’une maladie et donc plus humain, et l'un des seuls personnages à être « humain » et sans mutations. D'autre part, le personnage de Tony Stark (dont le père se nomme d'ailleurs Howard) est un grand séducteur et play boy excentrique, tout comme Howard Hughes.

#### Roman
- Howard Hughes est un personnage récurrent des romans noirs de James Ellroy, jouant notamment un rôle important dans sa trilogie Underworld USA.
- Stuart Kaminsky, L'affaire Howard Hughes, Editions 10/18 : Grand détectives, 2000  (ISBN 978-2-2640-3019-1)
- Dans le techno-thriller Point Zéro d'Antoine Tracqui, Howard Hughes organise sa fausse fin de vie et devient Kendall Kjölsrud, milliardaire excentrique. Même si son nom n'est pas explicitement indiqué, tout correspond au profil d'Howard Hughes : fin de vie au Mexique, corps décharné de celui censé prendre sa place, ainsi que d'autres éléments apparaissant au fur et à mesure du livre. Le premier chapitre aborde le moment où le milliardaire change définitivement d'identité.

### Chansons
- Howard Hughes, chanson interprétée par Leadbelly en 1940.
- Me and Howard Hughes, chanson du groupe irlandais The Boomtown Rats écrite par Bob Geldof présente sur l'album A Tonic For The Troops (en) en 1978.
- Howard, chanson interprétée par Dominique Gozzi en 1988, face B du disque T'aimer comme ça, paroles et musique de Didier Barbelivien.
- Howard Hughes, paroles d'Élisa Point, musique de Jean-Michel Jarry, chanté par Élisa Point en 1996 sur son album L'Assassine.
- Howard Hughes, interprété par le groupe gothique Rasputina, sur l'album Thanks for the Ether.
- Howard Hughes, interprété par le groupe de rock-shoegaze anglais Ride, sur l'album Going blank again en 1992 et qui parut sur le label Création.
- Le groupe Genesis le mentionne dans la chanson Broadway Melody Of 1974 issue de l'album The Lamb Lies Down on Broadway.
- Closet Chronicles, chanson interprété par le groupe Kansas sur l'album Point of Know Return, raconte sa fin de vie tourmentée et solitaire.

### Dans le jeu vidéo
- La vie et la personnalité d'Howard Hughes ont inspiré le personnage de Robert House dans Fallout: New Vegas. M. House étant un homme d'affaires brillant ayant percé dans l'industrie de la robotique et de la défense militaire, ayant également partiellement hérité de l'entreprise de son père, mort alors que Robert était encore jeune. Il fit fortune notamment grâce à l'entreprise spécialisée en robotique, Robco Industries, qu'il a lui-même fondé. Avec sa fortune, il s'acheta l'hôtel et casino Lucky 38 à Las Vegas, le fit fermer au public, et y construit un bunker où il resta cloîtré le reste de sa longue vie. En effet il a découvert le secret de l'immortalité, et resta en vie plus de 200 ans après l'holocauste nucléaire grâce à des machines. Dès lors il ne communique que par le biais d'écrans d'ordinateur diffusant son portrait et une voix de synthèse, et devient pourtant le dirigeant autoproclamé de New Vegas, ayant farouchement défendu la ville durant la chute des bombes (il en détruisit une grande partie en vol avec les défenses qu'il avait fait construire) et l'a rénové; il garde aussi un contrôle sur la ville grâce aux securitrons, des robots militaires équipés d'armes lourdes. Si le joueur choisit de ne pas prêter allégeance à M. House, il devra alors le neutraliser pour ses commanditaires. En ouvrant le caisson contenant le réel M. House, il trouvera une silhouette décharnée, atrophiée, avec de longs cheveux, barbes et ongles, à peine capable de bouger ou dire des phrases. Le joueur a divers moyens de le neutraliser, dont couper tout système reliant House à ses ordinateurs, et le remettre dans son caisson. House murmurera alors que ce sera inutile et qu'il n'aura qu'environ une année à vivre à cause d'infections microbiennes qu'il aura subi lors de cette sortie à l'air libre, ceci étant un clin d'œil à la phobie d'Howard Hughes.

- Dans L.A. Noire, Howard Hughes apparaît sur une photo et son nom est mentionné à plusieurs reprises au cours d'une mission téléchargeable en ligne, Galvanoplastie Nicholson. Le joueur se retrouve également dans un entrepôt de la Hughes Aircraft où le Hercules H-4 est en cours de construction pendant cette même mission, et est confronté à l'homme chargé de la sécurité de Hughes dans le jeu, Vernon Mapes.